# Amy Schumer
Amy Beth Schumer (Manhattan, 1 de juny de 1981) és una humorista, escriptora, actriu i productora estatunidenca. És la creadora, coproductora, coguionista i protagonista de la sèrie de comèdia Inside Amy Schumer, que va debutar a Comedy Central el 2013 i ha rebut un premi Peabody. Schumer ha estat nominada a cinc Premis Primetime Emmy pel seu treball en la sèrie, i el 2015 ha guanyat el premi Emmy a la millor sèrie d'esquetxos de varietats. Aquest any, també va escriure i va actuar en la pel·lícula còmica Trainwreck, per la qual va ser nominada al premi del Sindicat de Guionistes dels Estats Units al millor guió original i al Globus d'Or a la millor actriu musical o còmica.

## Biografia

### Primers anys
Va néixer en Upper East Side (Manhattan), filla de Sandra i Gordon Schumer, que era l'amo d'una empresa de mobles per a bebès. Té una germana petita, Kimberly—escriptora de comèdia i productora—, i un germà, Jason Stein —músic a Chicago. Gordon és un cosí del senador estatunidenc Chuck Schumer, la qual cosa fa que Amy sigui la seva neboda segona. La seva besàvia, Estelle Schumer, va ser una contrabandista a Manhattan.
El pare de Schumer és jueu i la seva mare és d'origen protestant (d'ascendència anglesa, alemanya, escocesa i galesa). Es va educar en el judaisme. La seva padrina és l'actriu Judith Light, que era veïna. Va créixer en una família acomodada a Manhattan i Long Island. La seva família va ser a la fallida quan tenia nou anys, i el seu pare va ser diagnosticat amb esclerosi múltiple; Els seus pares es van divorciar tres anys després. Va anar a l'Escola Secundària South Sid'en Rockville Centre i va ser triada Class Clown («Pallasso de la classe») i Teacher's Worst Nightmare («El pitjor malson del professor») després de la seva graduació el 1999. Es va graduar per la Universitat Towson el 2003 amb una llicenciatura en teatre. Es va traslladar a la ciutat de Nova York en finalitzar la universitat, on va estudiar dos anys en el William Esper Estudio i va treballar com a bàrman i cambrera.

### Carrera televisiva

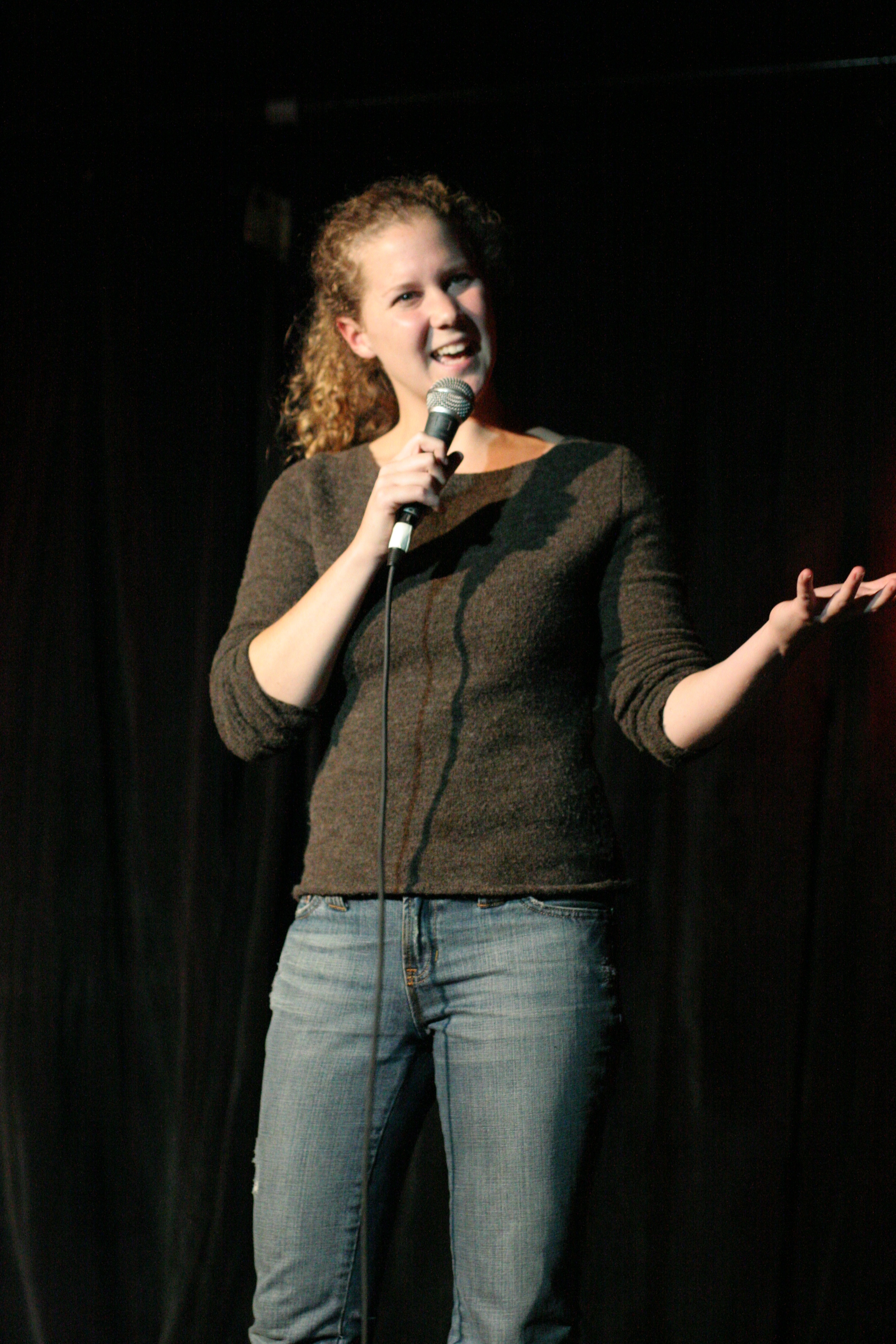
Amy Schumer en una presentació el 2006.

El 1992, va fer un extra en el drama musical Newsies, on va ser vestida com un noi. Va retratar a una dona jove que va ser diagnosticada amb càncer de mama en la comèdia off-Broadway Keeping Abreast. Va començar a fer comèdia en viu l'1 de juny de 2004, quan va actuar per primera vegada en el Gotham Comedy Club. Va gravar un episodi de Live at Gotham per Comedy Central abans d'aparèixer en Last Comic Standing; l'agost de 2012 va dir que pensava en l'episodi com la seva «gran oportunitat». Ha expressat que la seva comèdia està influenciada per Judy Gold, Wendy Liebman, Sarah Silverman, Margaret Cho, Kathy Griffin, Joan Rivers, Carol Burnett i Lucille Ball.
Després de no passar una audició una temporada anterior, va avançar a la final de la cinquena temporada del reality xou de talents de televisió NBC Last Comic Standing i es va col·locar en el quart lloc. L'abril de 2011, va dir que «Last Comic va ser totalment divertit. M'ho vaig passar molt bé perquè no hi havia pressió sobre mi; havia estat fent stand-up gairebé dos anys. No havia de fer-ho tot bé. Així cada vegada que avançava era una feliç sorpresa. Em vaig mantenir honrada al programa i em va servir de molt».
Va coprotagonitzar el reality xou de Comedy Central Reality Bites Back el 2008. El 2009, va aparèixer en una campanya publicitària per Butterfinger.
Schumer és una convidada recurrent al programa nocturn Red Eye w/Greg Gutfeld de Fox News. El seu primer especial en Comedy Central Presents va ser emès el 2 d'abril de 2010. Va fer de coanfitriona de Different Spin with Mark Hoppus (més tard titulat Hoppus on Music) el 2011. També ha escrit per la revista Cosmopolitan.
Va fer un episodi (el #154) del podcast WTF with Marc Maron el 3 de març de 2011, en el qual parla de la seva vida primerenca amb més detall.
Ha aparegut en la sèrie de comèdia de la NBC 30 Rock, el fals documental d'adults Swim Delocated, i la sèrie de HBO Curb Your Enthusiasm i Girls. Va actuar en tres pel·lícules el 2012: la comèdia independent Price Check, el drama còmic Buscant un amic per a la fi del món, i la comèdia independent Sleepwalk with Me. També va aparèixer en The Comedy Central Roast de Charlie Sheen al setembre de 2011, i The Comedy Central Roast de Roseanne Barr l'agost de 2012.
El seu àlbum de comèdia en viu, Cutting, va ser llançat el 25 d'abril de 2011. La seva comèdia en viu especial Mostly Sex Stuff es va estrenar en Comedy Central el 18 d'agost de 2012 amb crítiques positives.
El febrer de 2012, va dir que «no m'agrada la comèdia d'observació. M'agrada fer front a coses de les quals ningú més en parla, com els temes més foscos i seriosos sobre tu mateix. Parlo de la vida, sexe i històries personals i aquestes coses amb les quals tothom pot relacionar-se, i d'altres no».
El juny de 2012, va començar a treballar en una sèrie de comèdia per Comedy Central. El programa compta amb imatges preses per Schumer jugant a «versions augmentades» de si mateixa. Les fotos estan unides entre si amb imatges en viu d'ella. El programa, titulat Insid'amy Schumer, es va estrenar en Comedy Central el 30 d'abril de 2013. Insid'amy Schumer va ser seguit per una segona temporada que va començar el 2014. Una miniserie darrere de l'espectacle, titulada Behind Amy Schumer, es va estrenar el 2012.
El 2014, va posar en marxa el seu Back Door Tour per promoure la segona temporada del seu programa. L'espectacle va comptar amb un acte de clausura de Bridget Everett, a qui Schumer cita com el seu intèrpret en viu favorit. També va aparèixer com a única convidada en un episodi de la websèrie Comedians in Cars Getting Coffee, del comediant Jerry Seinfeld, el 2014.
Va escriure i va protagonitzar la seva primera pel·lícula, Trainwreck, amb Bill Hader, que va ser llançada als Estats Units al juliol de 2015.

### Vida personal
Ha sortit amb el lluitador professional Dolph Ziggler, encara que ella va trencar amb ell perquè «el sexe era massa atlètic». També ha sortit amb el comediant Anthony Jeselnik.
El gener de 2016, va declarar que estava en una relació amb Ben Hanisch, un dissenyador de mobles de Chicago. El seu representant va anunciar al maig de 2017 que havien acabat.
Schumer es va casar amb el xef i jardiner Chris Fischer el 13 de febrer de 2018 a Malibu, Califòrnia.

## Filmografia

### Cinema
| Any  | Títol                                     | Paper           | Notes         |
| ---- | ----------------------------------------- | --------------- | ------------- |
| 2006 | Sense Memory                              | Curtmetratge    |               |
| 2012 | Sleepwalk with Me                         | Amy             | Sense crèdits |
| 2012 | Price Check                               | Lila            |               |
| 2012 | Seeking a Friend for the End of the World | Lacey           |               |
| 2015 | Trainwreck                                | Amy Townsend    | Coguionista   |
| 2017 | Snatched                                  | Emily Middleton |               |
| 2018 | I Feel Pretty                             | Reene           | Protagonista  |

### Televisió
| Any          | Títol                                 | Paper                              | Notes                                      |
| ------------ | ------------------------------------- | ---------------------------------- | ------------------------------------------ |
| 2007         | Live at Gotham                        | Ella mateixa                       | Episodi 2.6                                |
| 2007         | Last Comic Standing                   | Ella mateixa                       | 7 episodis                                 |
| 2008         | Reality Bites Back                    | Ella mateixa                       | 7 episodis                                 |
| 2009         | Cupid                                 | Heather                            | Episodi: "The Tommy Brown Affair"          |
| 2009         | 30 Rock                               | Estilista                          | Episodi: «Mamma Mia»                       |
| 2010         | John Oliver's New York Stand-Up Show  | Ella mateixa                       | Episodi 1.4                                |
| 2010         | Comedy Central Presents               | Ella mateixa                       | Especial en viu, temporada 14, episodi 14  |
| 2011         | Curb Your Enthusiasm                  | Companya d'equip #2                | Episodi: «Mister Softee»                   |
| 2011         | Comedy Central Roast of Charlie Sheen | Roaster                            | Especial de televisió                      |
| 2012         | Delocated                             | Trish                              | 8 episodis                                 |
| 2012         | Louie                                 | Diane                              | Episodi: «Barney/Never»                    |
| 2012         | Comedy Central Roast of Roseanne Barr | Roaster                            | Especial de televisió                      |
| 2012         | Amy Schumer: Mostly Sex Stuff         | Ella mateixa                       | Especial en viu                            |
| 2012         | Dave's Old Porn                       | Ella mateixa                       | Episodi 2.3                                |
| 2013–2014    | Girls                                 | Angie                              | 2 episodis                                 |
| 2013–present | Insid'amy Schumer                     | Ella mateixa. Diversos personatges | Creadora, escriptora, productora executiva |
| 2015         | 2015 Premis MTelefilm                 | Ella mateixa (amfitriona)          | Especial de televisió                      |

## Premis i nominacions
| Premis Globus d'Or | Premis Globus d'Or                              | Premis Globus d'Or | Premis Globus d'Or |
| Any                | Categoria                                       | Treball nominat    | Resultat           |
| ------------------ | ----------------------------------------------- | ------------------ | ------------------ |
| 2016               | Globus d'Or a la millor actriu musical o còmica | Trainwreck         | Nominada           |

| Premis Primetime Emmy | Premis Primetime Emmy                      | Premis Primetime Emmy           | Premis Primetime Emmy |
| Any                   | Categoria                                  | Treball nominat                 | Resultat              |
| --------------------- | ------------------------------------------ | ------------------------------- | --------------------- |
| 2014                  | Millor guió - Sèrie de Varietats           | Insid'amy Schumer               | Nominada              |
| 2015                  | Millor sèrie de Varietats amb Sketck       | Insid'amy Schumer               | Guanyadora            |
| 2015                  | Millor direcció - Sèrie de Varietats       | Insid'amy Schumer               | Nominada              |
| 2015                  | Millor guió - Sèrie de Varietats           | Insid'amy Schumer               | Nominada              |
| 2015                  | Millor actriu - Sèrie de Comèdia           | Insid'amy Schumer               | Nominada              |
| 2016                  | Millor actriu convidada - Sèrie de Comèdia | Saturday Night Live             | Nominada              |
| 2016                  | Millor guió - Especial de varietats        | Amy Schumer: Live at the Apollo | Nominada              |
| 2016                  | Millor sèrie de Varietats amb Sketck       | Insid'amy Schumer               | Nominada              |
| 2016                  | Millor guió - Sèrie de Varietats           | Insid'amy Schumer               | Nominada              |
| 2016                  | Millor actriu - Sèrie de Comèdia           | Insid'amy Schumer               | Nominada              |

| Premis Grammy | Premis Grammy           | Premis Grammy                       | Premis Grammy |
| Any           | Categoria               | Treball nominat                     | Resultat      |
| ------------- | ----------------------- | ----------------------------------- | ------------- |
| 2017          | Millor àlbum de comèdia | Live at the Apollo                  | Nominada      |
| 2017          | Millor àlbum parlat     | The Girl With the Lower Back Tattoo | Nominada      |